# Crassiclava balteata
Crassiclava balteata é uma espécie de gastrópode do gênero Crassiclava, pertencente à família Pseudomelatomidae.